# Пам'ятник Іванові Підкові (Черкаси)
Па́м'ятник Іва́нові Підко́ві — пам'ятник козацькому гетьману та ватажку, молдовському господарю Іванові Підкові в місті Черкасах, відкрито 1986 року.

## Загальні дані
Пам'ятник козацькому ватажку Іванові Підкові та запорізькому гетьману було відкрито 1986 року до 700-річчя міста. Авторами пам'ятника виступили — скульптор П. І. Кулик (Львів) та архітектор В. І. Блюсюк. Розташований у сквері Богдана Хмельницького на Замковій горі.
Пам'ятник являє собою бронзову скульптуру Івана Підкови заввишки 2 метри з булавою в руці, встановлену на гранітному постаменті. На останньому — модель бронзової гармати і дошка з написом: Іван Підкова — відомий герой спільної боротьби російського, українського, білоруського та молдовського народів проти татаро-турецьких поневолювачів, яку він очолював у другій половині XVI ст. Місто Черкаси було центром цієї боротьби в Україні. Пам'ятник встановлено в рік святкування 700-річного ювілею м. Черкаси. 1986 рік.